# Bertram de Verdon

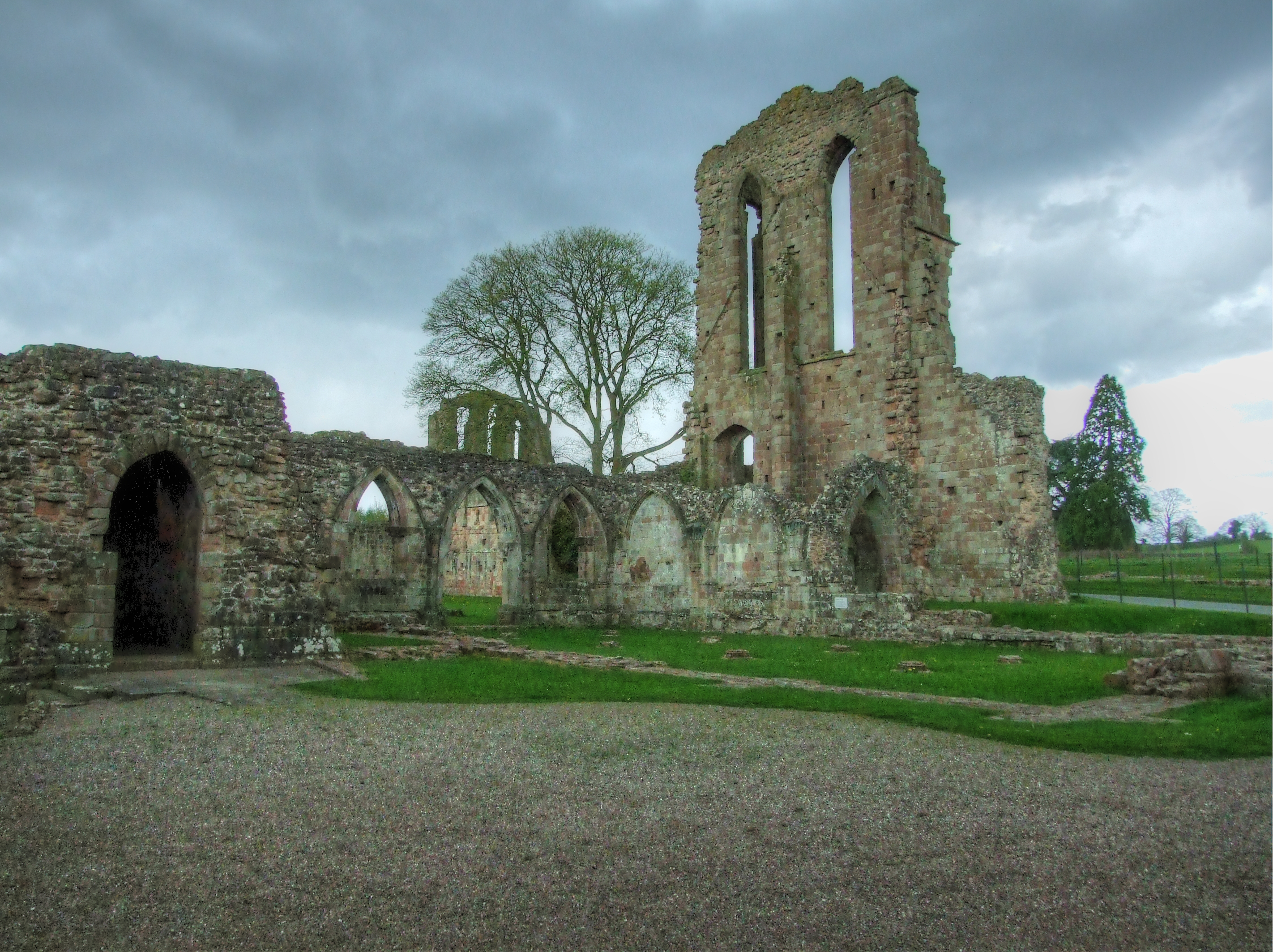
Die Ruinen der von Verdon gegründeten Croxden Abbey

Bertram de Verdon (auch Verdun) († 1192 in Jaffa) war ein anglonormannischer Adliger und Richter.

## Herkunft
Bertram de Verdon entstammte einer anglonormannischen Familie. Er war ein Sohn von Norman de Verdon und dessen Frau Luceline. Seine Mutter war eine Tochter von Geoffrey of Clinton, einem der bedeutendsten Beamten am Hof von König Heinrich I. Von seinem Vater erbte Bertram vor allem Grundbesitz in Staffordshire. Dort begann er in den 1170er Jahren mit dem Bau von Alton Castle.

## Dienst unter Heinrich II.
1170 wurde Bertram de Verdon als Nachfolger von William Basset Sheriff von Warwickshire und Leicestershire, vermutlich, nachdem Basset Ostern 1170 entlassen worden war. Dieses Amt behielt Verdon bis 1184. 1173 unterstützte er Heinrich II. während der Rebellion von dessen Söhnen. Von 1175 bis 1178 diente er als Richter am Hofgericht, dazu diente er von 1175 bis mindestens 1179 als reisender Richter in insgesamt acht Grafschaften. Im März 1177 gehörte er einer englischen Gesandtschaft an, die zu König Ferdinand II. von León reiste. Sie sollten diesen vom Plan Heinrichs II., nach Santiago de Compostela zu pilgern, unterrichten.

## Seneschall von Irland
1185 gehörte Verdon zum Heer des jüngsten Königssohns Johann Ohneland, mit dem dieser versuchte, seine Herrschaft als Lord of Irland durchzusetzen. Nach dem Scheitern der Expedition setzte Johann Verdon als Seneschall von Irland ein, bevor er im selben Jahr nach England zurückkehrte. Als Seneschall residierte Verdon in einem stattlichen Haus in Dublin, dazu wurde er nach dem Tod von Hugh de Lacy 1186 Verwalter der Burg von Drogheda. Johann belohnte seine Dienste mit Besitzungen, aus denen wenig später die Baronien Upper und Lower Dundalk im County Louth entstanden. Westlich von Dundalk errichtete Verdon ein später Castletown genanntes Gut und eine Kirche, die er Johannes dem Täufer widmete. Entweder er oder sein Sohn Nicholas stifteten in Seatown bei Dundalk eine dem heiligen Leonhard geweihte Niederlassung der Kreuzherren von Bologna. Vor Ende 1189 verließ Verdon wieder Irland.

## Teilnahme am Kreuzzug und Tod
Verdon trat nun in den Dienst von König Richard I., der nach dem Tod seines Vaters Heinrich II. dessen Erbe geworden war. Er bezeugte Urkunden des Königs und nahm ab 1190 am Kreuzzug des Königs nach Palästina teil. Dabei diente er während der Überwinterung auf Sizilien im November 1190 als Geisel für den Waffenstillstand zwischen Richard I. und König Tankred von Sizilien. Am 23. Januar 1191 bezeugte er eine Urkunde des Königs in Messina. Im Juni 1191 traf Verdon in Palästina ein. Am 21. August betraute ihn der König zusammen mit Stephen de Longchamp mit der Sicherung des eroberten Akkon, während der König versuchte, Jerusalem zu erobern. Damit war er auch für die Sicherheit von Richards Frau Berengaria sowie von seiner Schwester Johanna verantwortlich. Im nächsten Jahr starb Verdon in Jaffa.

## Familie, Nachkommen und Erbe
In erster Ehe hatte Verdon Maud, eine Tochter von Robert de Ferrers, 2. Earl of Derby geheiratet. Die Ehe blieb kinderlos. In zweiter Ehe heiratete er Rohese, deren Herkunft ungeklärt ist. Mit ihr hatte er mindestens sechs Söhne und eine Tochter, darunter:
- Thomas de Verdon ⚭ Eustachia Bachet
- Nicholas de Verdon
- Lesceline de Verdon ⚭ Hugh de Lacy, 1. Earl of Ulster

Sein Erbe wurde zunächst sein Sohn Thomas, den Verdon mit Eustachia, der Tochter und Erbin des Baron Gilbert Basset aus Bicester verheiratet hatte. Nach dem kinderlosen Tod von Thomas erbte Verdons jüngerer Sohn Nicholas die Besitzungen. Nach Nicholas Tod wurde dessen einzige Tochter Rohese zu seiner Erbin.
Bereits 1176 hatte Verdon die Zisterzienserabtei Croxden in Staffordshire gegründet, der er Teile seiner Güter geschenkt hatte.